# Vincent Lachambre
Vincent Lachambre (Bruxelles, 6 novembre 1980) è un ex calciatore belga, di ruolo difensore.

## Carriera
Ha trascorso nove stagioni nel club olandese Roda JC. Lachambre è un difensore nato a Bruxelles e ha fatto il suo debutto nel calcio professionistico, facendo parte della squadra del KRC Harelbeke nella stagione 2000-01. Ha anche giocato per l'FC Eindhoven, squadra dell'Eerste Divisie, prima di passare al Roda JC per la seconda volta nella sua carriera.